# Gnu
Gnu (lat. Connochaetes; afrikaans: wildebeest, tj. „divlja stoka”) je rod velikih antilopa koji uključuje dvije vrste koje obje žive u Africi: crni gnu (Connochaetes gnou) i plavi gnu (Connochaetes taurinus). Gnu je visok od 1,15 do 1,4 metra u visini ramena i može težiti od 150 do 250 kilograma. Naseljavaju ravnice i rijetke šume u jugozapadnoj Africi, sjeverno do zapadne Tanzanije. Gnuovi su u Istočnoj Africi najbrojnije velike životinje, po broju jedinki i po biomasi. Gnu može živjeti i više od 20 godina. 
Ime gnua je nastalo onomatopejom njihovog glasanja, kojeg su Hotentoti izgovarali gnou, a latinski naziv dolazi od grčkih riječi konnos („brada”) i khaite („lepršave dlake”).
Pretežito se hrane travom, a sezonska osobitost afričkih savana ih prisiljava da se sele tijekom godine. Glavna seoba je u svibnju, kada više od milijun jedinki napušta livade i odlazi u šume. Svake godine u svibnju i lipnju velika krda gnuova i zebri se upute od središnjih ravnica Serengetija prema zapadnim velikim trajnim lokvama vode. To je najveća seoba sisavaca na svijetu, koju često zovu „Deseto svjetsko čudo prirode”. U studenom, s prvim kišama, vraćaju se u ravnice.
Ženke gnua se tele ljeti u ravnicama. Tele može hodati već nekoliko minuta nakon rođenja, a nakon nekoliko dana može pratiti krdo. Nakon teljenja počinje sezona parenja. Dominantni mužjaci brane teritorij kojeg su obilježili izmetom i feromonima proizvedenima u mirisnim žlijezdama u kopitima. Podčinjeni mužjaci formiraju krda samaca.
Gnu je važan dio ekosustava savana. Njihov izmet gnoji zemljište, a njihova ispaša i gaženje kopitima potiču novi rast trave. Također su i važan plijen za mnoge grabežljivce kao što su lavovi, hijene i krokodili. U Zimbabveu se gnu nalazi u nižim predjelima, na sjeveroistoku, jugu i jugozapadu središnje visoravni. Nisu prisutni u dolini Zambezija, najvjerojatnije zbog Ce-ce muha. Spektakularne koncentracije gnuova se mogu vidjeti u nacionalnom parku Hwange na stepama Ngamo, tijekom kišnog razdoblja.

## Podvrste
Postoje dvije vrste gnua koje su se prije oko milijun godina razdvojile u sjevernu i južnu vrstu: 
- Plavi gnu (lat. C. taurinus) je rasprostranjenija, sjeverna vrsta, koja ima pet podvrsta. Ova vrsta se jako malo promijenila od zajedničkog pretka, dok se crni gnu morfološki prilagodio južnim otvorenim pašnjacima.
- Crni ili bjelorepi gnu (lat. C. gnou) je južna vrsta koja se odlikuje većim rogovima i izrazito bijelim repom zbog kojeg njegovo tijelo izgleda crnje.

### Ostali projekti
|  | Zajednički poslužitelj ima stranicu o temi Gnu |
|  | Wikivrste imaju podatke o taksonu Connochaetes |